# 櫻井忠温
櫻井 忠温（さくらい ただよし、1879年（明治12年）6月11日 - 1965年（昭和40年）9月17日）は、日本陸軍軍人、作家。最終階級は陸軍少将。翻訳家、教育者の櫻井鴎村は実兄。木村駿吉の娘婿で海軍中将の櫻井忠武は実弟。

## 経歴
1879年（明治12年）6月11日、愛媛県松山城下の小唐人町（現・松山市大街道１丁目）に士族の3男として生まれる。1899年（明治32年）、松山中学校を卒業し、神戸税関に勤務。1901年（明治34年）11月、陸軍士官学校卒業（13期）。
松山の歩兵第22連隊旗手として日露戦争に出征。乃木将軍配下、旅順攻囲戦で体に8発の弾丸と無数の刀傷を受け（全身蜂巣銃創）、右手首を吹き飛ばされる重傷を負う。余りの重傷に死体と間違われ、火葬場に運ばれる途中で生きていることを確認されたという。
帰還後、療養生活中に執筆した実戦記録『肉弾』を1906年（明治39年）に刊行。戦記文学の先駆けとして大ベストセラーとなり、英国、米国、ドイツ、フランス、ロシア、中国など15カ国に翻訳紹介される。
1924年（大正13年）以降、陸軍省新聞班長を務め、1930年（昭和5年）、陸軍少将で退役。著作には『銃後』『草に祈る』『黒煉瓦の家』『大将白川』『将軍乃木』『煙幕』などのほか、晩年の自伝『哀しきものの記録』がある。また少年時代に画家を志し、四条派の絵師に学んだほど画技にも秀で、画集も出版している。
1932年（昭和7年）、チャールズ・チャップリンの訪日前に一部軍人の不穏な動きを察知し、チャップリンの秘書の高野虎市（櫻井と親交があった）に対して日本滞在中の旅程案を提示し、その中で右派勢力を懐柔するために皇居を遥拝するよう助言した（実際にチャップリンは東京に到着後、遥拝を行った）。
太平洋戦争時の活動から、1947年（昭和22年）公職追放に遭い、1952年（昭和27年）解除。長く東京で暮らしたが、1959年（昭和34年）に帰郷。
1962年（昭和37年）に松山坊っちゃん会を設立、初代名誉会長となる。
1964年（昭和39年）に愛媛県教育文化賞を受賞。
1965年（昭和40年）9月17日、松山市一番町の菅井病院で死去。86歳没。墓所は多磨霊園(8-1-15)。

## 坊っちゃん連載
1962年（昭和37年）に5月から7月までには愛媛新聞の夕刊として、かつて1906年（明治36年）に高浜虚子が主宰した雑誌「ホトトギス」に発表された夏目漱石の名作「坊っちゃん」の挿絵を担当した。夏目漱石が教師として松山時代に赴任した時、教え子となった。「漱石赴任120年」として2015年2月22日から52年ぶりに愛媛新聞で再び掲載された。

## 著書『肉弾』
難攻不落の要塞といわれた旅順口。ここに乃木希典大将率いる大日本帝国陸軍第三軍は、ステッセル司令官率いる強大国ロシア軍と壮烈な攻防戦を繰り広げた。
本書は、旅順要塞をめぐる日露両軍の激戦の模様を克明に伝えるほか、惨劇を極める戦場の極限状態にあって、なお部下や戦友の安否を気づかい、家族を想う兵士達の姿を感動的に描く。
日露戦争後、櫻井は明治天皇から破格の特別拝謁の栄誉に授かり、ドイツ皇帝ヴィルヘルム2世は本書をドイツ全軍の将兵に必読書として奨励した。また日露戦争終結に尽力したアメリカ大統領セオドア・ルーズベルトは、櫻井宛に「予はこの書の数節を我が二児に読み聞かせたが、英雄的行為を学ぶことは一朝有事の時に際して、一般青年の精神を鼓舞すべきもの」という賞賛の書簡を寄せた。
英国・米国・フランス・ドイツ・ロシア・中国など、世界15カ国で翻訳出版され、近代戦記文学の先駆けとして世界的ベストセラーとなる。
※以下は「肉弾」以外の新版刊行
- 『銃後 現代文』国書刊行会、2010年。ISBN 978-4336053312
- 編『国防大事典』国書刊行会、1978年。ISBN 978-4336000170
- 『桜井忠温全集』6巻組、日本図書センター、2000年
- 『[復刻版] 子供のための戦争の話』ダイレクト出版、2024年。ISBN 978-4866221847